# Nowy Folwark (województwo śląskie)
Nowy Folwark – kolonia w Polsce położona w województwie śląskim, w powiecie kłobuckim, w gminie Miedźno.
3 października 1863 roku podczas powstania styczniowego między Ostrowami, Nowym Folwarkiem a Kocinem miała miejsce potyczka powstańców z wojskami rosyjskimi, zwana potyczką pod Kocinem. 
W latach 1975–1998 miejscowość administracyjnie należała do województwa częstochowskiego. 